# Tasio Erkizia
Tasio Erkizia Almandoz (Lesaka, Navarra, 23 d'octubre de 1943) és un exsacerdot, professor i polític nacionalista basc.
Instal·lat a Bilbao, des del 1971 va impartir classe en la ikastola Karmelo-Solokoetxe del barri de Santutxu. Ha continuat vivint en aquest barri obrer i ensenyant en la mateixa ikastola, de la qual n'arribà a ser director. Poc abans de la mort del dictador Franco, el 8 de maig del 1975, Tasio Erkizia va ser detingut durant l'estat d'excepció i torturat a comissaria.
Va participar en la fundació de la coalició Herri Batasuna (HB) el 1978 i hi va pertànyer fins a la seva desaparició el 2001, essent membre de la direcció ("Mesa Nacional") durant 18 anys. El 1979 va formar part de la candidatura d'HB a l'ajuntament de Bilbao. Va resultar elegit com a regidor i va ocupar el lloc de tinent d'alcalde durant la legislatura 1979-1983. En 1984 va ser elegit diputat al Parlament Basc i va romandre a la cambra fins al 1998, tot i que no va participar en l'activitat parlamentària, atès que HB boicotejava la cambra legislativa basca. Com a membre de la Mesa Nacional va ser portaveu habitual de la coalició, juntament amb Jon Idigoras.
El febrer del 1997 va ser empresonat juntament amb els altres 22 integrants de la direcció d'HB, acusats de col·laboració amb banda armada, en haver cedit un espai electoral gratuït d'HB per difondre un vídeo de l'organització armada Euskadi Ta Askatasuna (ETA). El Tribunal Suprem espanyol va condemnar tots els processats a set anys de presó, però el juliol del 1999 va ser excarcerat, juntament amb la resta d'integrants de la direcció d'HB, en considerar desproporcionada la pena el Tribunal Constitucional espanyol.
Tanmateix, quan va desaparèixer HB el 2001 i va ser succeïda per Euskal Herritarrok i posteriorment per Batasuna, Erkizia va passar a un segon pla, tot i que va tornar a exercir com a portaveu de l'esquerra abertzale algunes vegades, en ser empresonats molts dels dirigents del moviment.
El 2011 va ser sentenciat per l'Audiència Nacional espanyola a un any de presó per haver participat, el 2008, en un acte de record al militant d'ETA José Miguel Beñarán "Argala", en el 30 aniversari de la seva mort. La condemna va ser ratificada el 2012 pel Tribunal Suprem. El juny de 2021 el Tribunal Europeu de Drets Humans reconeixia que l'estat espanyol no havia respectat la llibertat d'expressió de Tasio en haver-lo condemnat per un discurs polític que no incitava ni a la violència ni a l'odi ni tampoc justificava o defensava el terrorisme. Fou indemnitzat amb 11.000 euros.